# Sad Mac

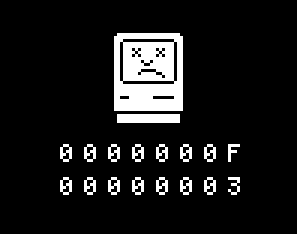
Sad Mac

Sad Mac är en indikation som dyker upp på Macintosh-datorer från Apple med Mac OS Classic System 1.0 (då med Finder 1.0) upp till 9.2.2. Den indikerar att systemet har fallit samman och kräver omstart eller rentav en ominstallation av operativsystemet. I och med lanseringen av Mac OS år 2000 försvann Sad Mac då systemet blev mycket säkrare och tätare.